# هلیفکس (میزوری)
هَلیفَکس یک محدوده ثبت‌نشده در شهرستان سن فرانسیس در ایالت میزوری در ایالات متحده آمریکا است.

## تاریخچه
در سال ۱۸۸۸ یک دفتر پستی به نام هلیفکس در این منطقه تأسیس شد که تا سال ۱۹۲۵ فعال بوده‌است.

## نامگذاری
نام این منطقه به افتخار هلیفکس، نوا اسکوشیا در کانادا گذاشته شده‌است.